# 大猫岛
大猫岛是长江口南部舟山群岛的一座住人岛屿，位于舟山本岛西南方，属中华人民共和国浙江省舟山市定海区环南街道大猫村管辖，距定海城区约9.8千米，距西南部属宁波市的大榭岛3.9千米。
岛屿呈钻石形，南北走向，长3.8千米、宽2.6千米，总面积6.92平方公里，其中陆域面积6.20平方公里。海岸线长14.45千米，周围水深3—48米。地势中间高、四周低，最高峰为海拔332米的乌石岩山。植被面积543公顷，主要植物有禾草和黑松，此外大猫岛还是舟山群岛中舟山新木姜子分布最多、最集中的岛屿，建有种植保护基地，当地人称其为“鸟樟树”。野生动物有獐等，有41种鸟类。
“大猫”岛名来源有“锚”的谐音、岛形似猫等多种传说。大猫岛曾属大猫乡，21世纪初年大猫乡并入环南街道，原乡下各行政村合并为大猫村，村委会驻梅湾。岛上居民自上世纪90年代至本世纪20年代持续减少，常住人口从约1600人降至60人，现住户多为老年人。居民收入来源以销售藠头、梨、花生等农产品为主。大猫岛主要通过水运与舟山岛联系，有梅湾交通码头等4处渡口。岛屿南部有370米高的输电铁塔，该塔是舟山至大陆联网输电工程的最核心部分“螺头水道大跨越”在舟山一侧的跨越塔，曾是世界最高输电塔。岛上曾有学校。曾有乡卫生院，现有卫生服务站。大猫有“正月初一早起”等民俗，流传有“蛙仙”等民间传说。

## 位置地貌
大猫岛是舟山群岛的一座基岩岛，位于舟山本岛西南部，距定海城区约9.8千米120。西南部为相距3.9千米的大榭岛（属宁波市北仑区）195；南隔螺头水道、崎头洋52与北仑穿山半岛相望21602，距穿山半岛上的大陆最近点4.4千米195；北隔西蟹峙岛同舟山岛相望；东南部250米处有一小猫岛120。岛屿呈钻石形，南北走向，长3.8千米、宽2.6千米195，总面积6.92平方公里，其中陆域面积6.20平方公里。岛上地势中部高、四周低，最高点为海拔332米的中部主峰乌石岩山195。中部丘陵面积5.3平方千米200；沿海平原主要由围垦而形成195，主要分布于西北部与西南部，面积0.9千米200。
大猫岛海岸线长14.45千米124。周围水深在3至48米之间，南北深、东西浅，其中水深超过20米的深水岸线7.6千米1614200,203。除东岸岸线较平直外，其他方向各岸岸线均较曲折。东岸与西岸主要为基岩海岸，东南、东北、西北岸主要为人工海塘，全岛共11条海塘195,200,202。大猫岛是定海港区（舟山市八个港区之一）的一部分422，四周多水道195，除南部螺头水道外，还有东部亮门水道、北部蟹峙门水道、西部册子水道等120200。大猫岛东南大部由熔结凝灰岩构成，西北小部有喷出岩，地层属白垩系西山头组202。

## 生态水文
大猫岛上有543公顷植被，陆域植被覆盖率88%，其中草本植被242公顷（占45%）、针叶林131公顷（24%）、阔叶林95公顷（17%），另有灌丛、滨海盐生植被等。有24个群系，主要植物为禾草类和黑松，另有楝等乔木和果树等202。岛上有舟山新木姜子植物群落，群落类型是以落叶树种黄连木为优势种的常绿落叶阔叶混交林，主要分布于梅湾、冷坑两地。由于人类影响小，群落演替稳定。舟山新木姜子是樟科新木姜子属常绿乔木，是舟山市树、国家二级保护植物824，在大猫当地称“鸟樟（树）”64198。大猫岛拥有舟山群岛五棵百年树龄植株中的两棵，成年树共85棵，是舟山新木姜子分布最多、最集中的岛屿120,592,1370。2003年，岛上建立了舟山新木姜子种植、保护基地。2008年时岛上已有3万棵舟山新木姜子种苗198。此外，大猫岛上还有野梧桐、厚叶石斑木、琉璃繁缕等多种滨海特有植物202。
大猫岛有粗骨土、红壤、水稻土、盐土4种土类，面积分别为327公顷、190公顷、42公顷、2公顷202。大猫岛上的野生动物有獐（国家二级保护动物）、鼬、蛇等。由于植被较好，气候较暖，岛上栖息着41种鸟类，比面积约大猫岛17倍、位于舟山岛北部的岱山岛多了30种。由于岛屿面积较小，自然河流极少，仅东北、西北、西南等地的沿海、山脚、田间等处有人工河流195，水面共2.3万平方米、容积1.8万立方米。有库塘9座、池塘6个。岛上平水年地表水资源总量335万立方米，地下水总补给量86万立方米。平水年总可供水量33万立方米。《中国海岛志》中有分析认为大猫岛为“严重缺水岛屿”203。

## 历史沿革
大猫古称“大茆（山）”1368“大茅（岙）”“大帽（山）”等。民间相传，有神仙担心“舟”（舟山岛）漂离大陆，便在西南部抛下“大”“小”两锚，“锚”“猫”同音，大猫与小猫因此得名大猫岛。又有传说是由于两岛形状均似猫，故康熙《定海县志》改称“大猫”“小猫”（山）1368。还有传说道，大猫南部岬角附近海域（即螺头水道）多漩涡急流，常造成渔船倾覆，故民众将该岛视作猫，山嘴视作猫嘴，渔船事故视作是猫想吃鱼导致，大猫岛与猫嘴巴山嘴因而得名195。此外，螺头水道曾称“猫港”199。鸦片战争时，英国殖民者曾称大猫岛为“塔山岛”大猫岛195。光绪《定海厅志》沿用“大猫山”一名。1985年改称“大猫岛”。
大猫岛曾长期属定海大猫乡。大猫乡于民国23年（1934）始设197，民国24年（1935）时为定海27乡镇之一61。民国34年（1945）废乡并同盘峙、长峙等岛合建盘峙乡197。1953年重建大猫乡，并同盘峙乡等属盘峙区（县辖区）62197。1956年4月并入盘峙乡，8月又复析大猫乡；1958年10月又同盘峙乡并为五星公社（同年11月改称盘峙公社）；1963年又析出成立大猫公社。1984年改称大猫乡人民政府63。1987年定海县改区前夕，大猫乡下辖5个行政村14个自然村，乡政府驻梅湾村75。2001年大猫乡并入环南街道1888,217076-77，成立大猫办事处管辖五村；2002年撤办事处，合并五村为大猫村，村委会同驻梅湾80,1368197。2023年时，大猫村城乡分类代码为220，属村庄。
| 村名   | 简要介绍 |
| ------ | --- |
| 梅湾   | 有梅湾、盘峙湾、紫岙、淡湖岙4个居民点1368。“梅湾”因相传曾广种梅树而得名，居民多为清康熙年间迁自宁波镇海的小港李家人。西北部有梅湾交通码头梅湾。 |
| 合兴   | 有冷坑、长坑、茅草岙3个居民点75。“冷坑”因位于岛屿北岸，冬季多冷风而得名冷坑。北部有冷坑交通码头冷坑交通码头。                                   |
| 庵基岗 | 有庵基岗、乱石岗、小湾里、中厂里、外沙碗5个居民点75。“庵基岗”因村后山岗曾建有小庙而得名庵基岗。位于岛屿东岸，附近有海堤庵基岗塘。               |
| 顺风   | 有小南岙1个居民点。位于岛屿西南岸，西南部有小南岙交通码头75。                                                                                   |
| 大南岙 | 有大南岙1个居民点75。位于岛屿南岸，小南岙东部。                                                                                                 |

## 人口产业
大猫岛至晚在宋代时已有人居住。明洪武二十年（1387）开启海禁，迁走居民。现居民多为清康熙年间解除海禁后从宁波迁来。民国13年（1924）《定海县志》记大猫岛有“数百户”居民。中华人民共和国成立初期（1950年）岛上有1100人340户197。1990年时，大猫岛有1626人常住人口1838，同年舟山市政府开始实施“大岛建小岛迁”政策，大猫岛人口开始持续下降，2000年减为875人1838，2010年减为453人，至2020年常住人口降至60人（共39户）。常住人口密度仅8.7人/平方千米，在舟山群岛常住50人以上岛屿中排名最低。现岛上居民多为60岁以上老年人201，有大猫托老中心等养老院395。《舟山日报》曾在2022年时将大猫形容为“近乎空巢的海岛渔村”，岛上老人“自给自足”“民风淳朴”。人口中主要姓氏有王、李、丁等197。
岛上土地类型以林地面积最大，达260公顷，其次为耕地196公顷（2005年）213。居民收入来源以出售农产品为主。2010年时，农作物播种面积108公顷，其中粮食作物72公顷（有稻、薯等）、经济作物（有油菜等）27公顷、蔬菜7公顷202。此外，岛上还有藠头、山花梨、花生、马铃薯等特产120200,202。“大猫藠头”是舟山四大名特产之一，有百余年生产史，是全市藠头生产的起源。大猫有两千多亩适宜种植藠头的山坡，因而被称作“藠头之乡”。1986年，大猫开设了藠头制品厂，藠头制品外销国际市场，进入21世纪后藠头种植业逐渐衰落83-84。此外，岛上种植山花梨也有百余年的历史200。除种植业外，主要产业还有海运业、采石业等201。建有2座采石场，主要开采建筑石料203。周围海产较少，但有水产养殖业201。在《浙江省海岛保护规划（2017—2022年）》中，大猫岛定位为滨海旅游岛。

## 基础设施
民国12年（1923）时，大猫已有两艘木船，每日往来定海一次。海涂挖有深沟（当地人称“浦”），供航船涨潮时驶入。岛上并无码头，航船停靠在山麓礁石旁，若落潮时出海需人工推船过滩涂。1956年大猫岛始建冷坑码头、梅湾埠头两座码头，1969年又建庵基岗埠头，1974年建了顺风埠头和小南岙埠头。当时这些船埠常遭台风风浪或冬季大风等侵袭而坍塌重建。1974至1978年先后购买或建造了5艘机动渡船，这些船80年代又转卖予了个人。同时1979—1986年间建造了“大猫渡1”号、“大猫渡2”号木船，后沿梅湾—庵基岗—定海、小南岙—冷坑—定海两条路线每日8班往返定海64,71,120。2005年时岛上梅湾、小南岙、庵基岗、冷坑4处交通码头中，以梅湾渡口泊位最长（50米）、年客运量最大（0.8万人次）358。2014年时已有运输船43艘202。2024年上半年，岛上开通了快递服务，便利了农产品对岛外销售，也使村民收取快递包裹不再需要渡船至定海。岛南端面向螺头水道有一“螺头角灯桩”，始建于1952年、改建于1992年，灯高22.2米，射程10.5海里266200。
1987年，岛上建了7200米长的环岛公路200158。1987—1988年间，岛上修了子岙大桥、弹胡岙碶门桥、长坑碶门桥、小南岙碶门桥4座3至4.5米长的跨河混凝土桥190。岛上1983年铺设了跨海有线广播线路，开通乡广播站；1997年安设了卫星地面接收站，开通电视信号201。大猫1987年铺设了至定海的有线电话海底电缆201，1993年开通无线电话474。大猫1986年建成电厂并供电，1990年同舟山岛电网跨海连接，2008年铺设海底电缆。2010年，舟山群岛至大陆的联网输电工程投产，架空线路中最核心部分为螺头水道大跨越，连接大猫岛南部与宁波外峙岛北部，大跨越两端的两座输电铁塔均高达370米，打破全球纪录，此外还有铁塔重量、大跨越耐张段长度等创世界纪录201。

## 公共事业
大猫岛上曾有一所学校，存在于1956至2002年，并在1990年左右岛上居民较多时还有三处下属小学。学校初始名为“梅湾冷坑巡迴二部制小学”，在1956年由梅湾村委会通过租赁民房创办。1958年取消巡迴二部制，直称“梅湾小学”。1964年定海县文教局拨款建了校舍。1970年学校开设了初中班。1972年文教局再度拨款建舍。1978年更名为“定海县大猫公社中心学校”。80年代校舍再度两次扩建。1987年定海撤县设区，学校同步更名为“定海区大猫中心学校”。至1990年时总部下属有南岙、庵基岗、合兴三所村级小学。1992年合兴小学并入中心，1996年南岙、庵基岗分校亦并入。1998年初中部停办，并更名“大猫中心小学”。2002年，大猫中心小学最终撤销，岛上学区划至定海海滨小学197-198。
1963年，大猫岛建立了大猫乡卫生院，位于梅湾。1999年时共有4个科室，2名卫生技术人员，业务用房面积126平方米，院长为生于1955年、毕业于舟山卫生学校（现已并入浙江海洋大学）的大猫人李光鲁。2001年大猫撤乡，卫生院撤销198，李光鲁留下成为唯一的驻岛医生。2006年建卫生服务站，时有医务人员2名、观察病床2张198。2015年，李光鲁退休，但（至少截至2024年3月）仍一直以每周5日的频率自定海前往岛上行医。自1990年以来，李光鲁一直提供24小时上门服务，记得几乎每位村民的身体状况。由于熟悉村民，除看病外，李光鲁还帮助调解邻里关系，并于2021年成立“李光鲁乡贤工作室”。

## 文化民俗
大猫居民将舟山新木姜子称作“鸟樟（树）”，民间相传，岛上的“鸟樟树”种子是由鸟儿从日本带来岛上64。另一涉及舟山新木姜子的传说同玉皇大帝有关：一说，玉帝派天神送了御花园里的种子到岛上64；一说，玉帝派天神从御花园中带了一棵种到岛上，后由冷坑一户乐姓人家栽培长大193。舟山新木姜子由于嫩枝嫩叶上的特殊结构使其在阳光下呈金黄色，故又被称作“佛光树”。岛上种植舟山新木姜子已有200余年历史198,199。
民间宗教信仰对象有佛教观世音、道教土地神、四海龙王等199。此外岛上有大猫基督教堂，是定海12座新教教堂之一1946。大猫有“正月初一早起”的风俗，称其可以带来一年的财运。这是由于民间相传，旧时一对光棍父子某年正月初一大早上乌石岩山，结果在山顶挖到了三株金笋199。
岛上有个“蛙仙”民间传说。相传一对夫妻无孩，女子日夜向观音菩萨求子，观音将一粒米饭置于床沿，女子见后以为是自己落下，遂食。随后女子怀孕，但生下的却是一只会说话的青蛙。女子正常将青蛙抚养成长，不过不许其出门。某日，青蛙偷偷跳上房顶，发现了美丽的邻家姑娘。他请母亲去说媒，邻家姑娘的父亲以千两黄金聘礼为要求同意了亲事。在新婚之夜，姑娘痛苦流涕，埋怨父亲贪财将其嫁予青蛙，这时青蛙突然蜕皮变作人形，告诉姑娘自己是因触犯天条被贬下界的蛙仙。此后，蛙仙白天作蛙，晚上变人。某日姑娘回娘家，母亲说，晚上把青蛙皮偷藏起来，也许可让蛙仙白天不变回去，一直作人。于是姑娘某夜将蛙皮藏进了灶洞里，结果第二天被做早饭的蛙仙母亲烧成了灰，蛙仙因此而丧了命199。